# Han-devant-Pierrepont
 Han-devant-Pierrepont  es una población y comuna francesa, situada en la región de Gran Este, departamento de Meurthe y Mosela, en el distrito de Briey y cantón de Longuyon.
Esta comuna se integró en el departamento de Meurthe y Mosela el 1 de enero de 1996. Anteriormente pertenecía a Mosa.

## Demografía
| 169 | 141 | 105 | 118 | 121 | 115 |
| Para los censos de 1962 a 1999 la población legal corresponde a la población sin duplicidades (Fuente: INSEE [Consultar]) |     |     |     |     |     |